# Partido judicial de Verín
El Partido judicial de Verín es uno de los 45 partidos judiciales en los que se divide la Comunidad Autónoma de Galicia, siendo el partido judicial nº 5 de la provincia de Orense.
Comprende a las localidades de Castrelo del Valle, Cualedro, La Gudiña, Laza, La Mezquita, Monterrey, Oímbra, Riós, Verín y Villardevós.
La cabeza de partido y por tanto sede de las instituciones judiciales es Verín. La dirección del partido se sitúa en la Calle hermanos Moreno de la localidad. Verín cuenta con dos Juzgados de Primera Instancia e Instrucción.